# Dendropanax inflatus
Dendropanax inflatus är en araliaväxtart som beskrevs av Hui Lin Li. Dendropanax inflatus ingår i släktet Dendropanax och familjen Araliaceae. Inga underarter finns listade.